# Prodasineura coerulescens
Prodasineura coerulescens – gatunek ważki z rodziny pióronogowatych (Platycnemididae). Występuje w Azji Południowo-Wschodniej – stwierdzony w Tajlandii i południowym Wietnamie; możliwe, że występuje też w Mjanmie, Laosie i Kambodży, choć na razie brak stwierdzeń z tych krajów.